# دویدسن، ساسکاچوان
دویدسن، ساسکاچوان (به انگلیسی: Davidson, Saskatchewan) یک منطقهٔ مسکونی در کانادا است که در ساسکاچوان واقع شده‌است. دویدسن ۱٬۰۲۵ نفر جمعیت دارد.